# BMW RS 54
La BMW RS 54 était une moto de compétition construite par BMW à partir de 1953 en faible quantité pour les clients privés. 24 exemplaires furent destinés à certains coureurs privés sélectionnés par la firme ,,.

## Histoire
Après la Seconde Guerre mondiale, BMW pouvait utiliser lors de courses nationales son modèle d’avant-guerre à compresseur, la RS 255, mais devait changer pour une variante sans compresseur en vertu de la réglementation FIM de 1951 et utilisa au départ un moteur classique sans suralimentation . Entre 1951 et 1952 BMW développa donc un nouveau bicylindres boxer refroidi par air sous la direction d'Alexander von Falkenhausen et Rudolf Schleicher . Au Salon de Francfort de 1953 BMW présenta en présence du ministre fédéral de l'Économie Ludwig Erhard , la RS qui devait également être disponible pour des pilotes privés.
Seul Walter Zeller connu un succès international avec la moto d’usine. Alors que le prix de la moto était à sa sortie d’environ 10 000 DM, les modèles existants sont à ce jour toujours échangés 20 fois plus cher.

## Technologie

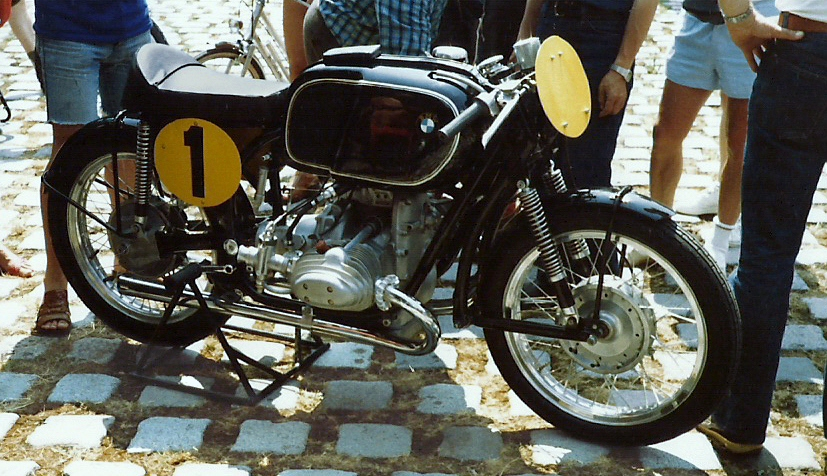
RS 54 1954

La RS 54 de 498 cm3 avec carburateur Amal fut fabriquée en deux variantes de moteur. La version longue course avec boîte de vitesses à 4 vitesses était destinée aux conducteurs privés, la version course courte avec boîte de vitesses à 5 rapports était installée sur la machine d'usine - plus tard également dans les side-cars .
Le moteur à aspiration naturelle produisait 45 ch (33 kW) à 8500 tr/min dans sa première version, les modèles plus tardifs avec injection délivraient une puissance supérieure à 60 ch (44 kW) . Les arbres à cames en tête à entraînement vertical permettaient l'augmentation de la vitesse du moteur boxer.
Pour la suspension de la moto de course, BMW a utilisa une nouvelle fourche Earles pour la roue avant; La RS 1953 a été présentée avec une fourche télescopique . La roue arrière était entraînée conformément au standard BMW via un arbre à cardan, qui pour la première fois passait dans le longeron droit du bras oscillant. L'empattement est de 1370 mm et le poids à vide était donné pour 132 kg  ou 135 kg . Un frein à tambour duplex était installé sur la roue avant.

## Données techniques
|                     | Longue Course     | Course Courte     |
| Alésage / course    | 66 × 72 mm        | 70 × 64 mm        |
| Taux de compression | 8:1               | 10:1              |
| Puissance / Régime  | 45 ch 8500 tr/min | 60 ch 9500 tr/min |
| vitesse en km/h     | > 200             | 230               |

## Moteur Side-Car

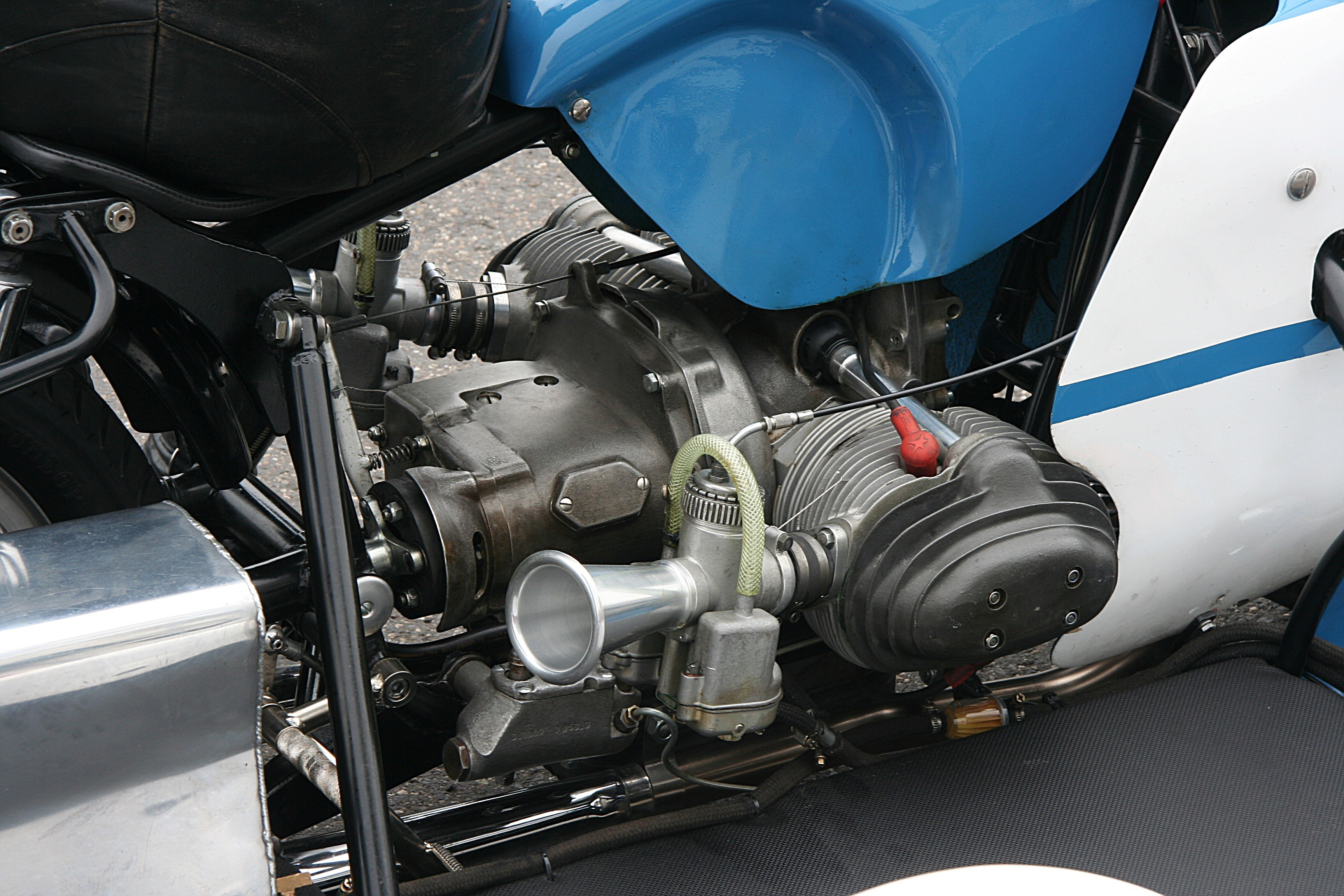
BMW RS 54 moteur (Side-Car)

Le moteur RS-54 a été utilisé avec succès par la firme bavaroise dans le championnat du monde de vitesse moto . BMW a gagné avec le moteur RS-54, et de façon ininterrompu, de 1954 à 1974, le championnat des constructeurs du championnat du monde de moto. Dans sa dernière étape de développement, le moteur boxer royal développait 80 ch. 
« „Gespannklasse. Standfestigkeit und Zuverlässigkeit machten den BMW-RS-Motor […] zum erfolgreichsten Rennmotor im zwanzigsten Jahrhundert.“ »
— Karl Reese
        
« 21 titres de champion du monde par équipe. La stabilité et la fiabilité ont fait du moteur BMW RS [...] le moteur de course le plus populaire du XXe siècle. »
En janvier 2013, Bonhams a mis aux enchères un side-car de compétitioon de 1954 pour 123 600 euros.

## Liens Externes
- « BMW RS 54 », Dossier des BMW Group Archivs, BMW Geschichte, BMW AG (consulté le 17 janvier 2016) « BMW RS 54 », Dossier des BMW Group Archivs, BMW Geschichte, BMW AG (consulté le 17 janvier 2016) « BMW RS 54 », Dossier des BMW Group Archivs, BMW Geschichte, BMW AG (consulté le 17 janvier 2016) « BMW RS 54 », Dossier des BMW Group Archivs, BMW Geschichte, BMW AG (consulté le 17 janvier 2016)
- RS 54 sur YouTube
- Fred Siemer, « 60 Jahre BMW RS 54 », 14 janvier 2014 (consulté le 17 janvier 2016) : « aus Motorrad classic 02/2014 » Fred Siemer, « 60 Jahre BMW RS 54 », 14 janvier 2014 (consulté le 17 janvier 2016) : « aus Motorrad classic 02/2014 » Fred Siemer, « 60 Jahre BMW RS 54 », 14 janvier 2014 (consulté le 17 janvier 2016) : « aus Motorrad classic 02/2014 »